# Издательство М. и С. Сабашниковых

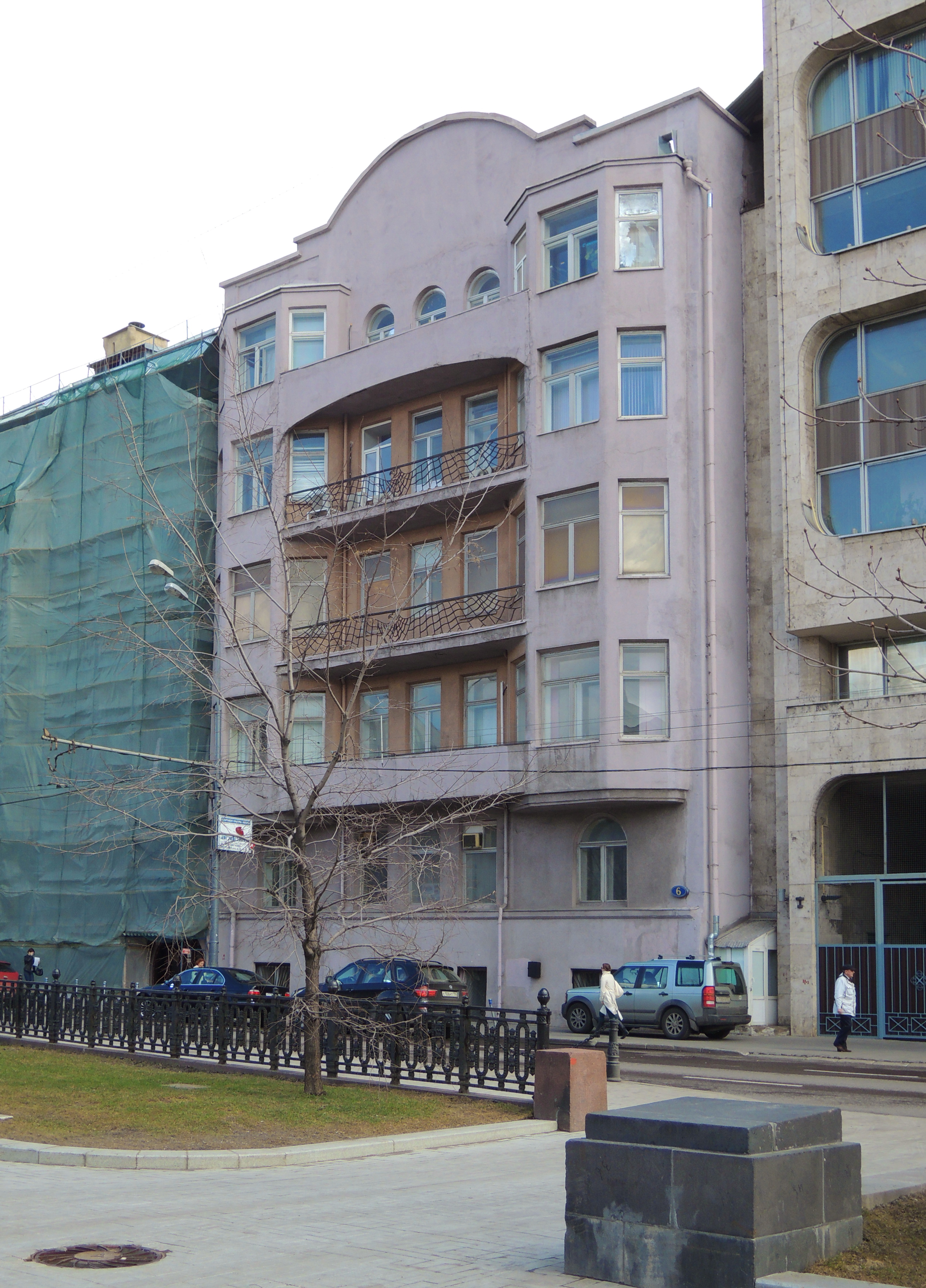
Тверской бульвар, 6. Бывш. доходный дом Коробковой. Построен в 1903 г. архитектором Мейснером в стиле модерн с богатым декором. Известен тем, что в 1906-07 гг. здесь находились квартиры и контора знаменитого издательства М. В. и С. В. Сабашниковых. В октябре 1917 г. дом, подожженный артиллерийским снарядом, начисто выгорел. Восстановлен и переделан в середине 1920-х гг.

Издательство Сабашниковых — московское издательство «просветительского» направления (1897—1930), выпускавшее преимущественно естественнонаучные и историко-литературные книги. Основано братьями Михаилом и Сергеем Сабашниковыми, представителями известной сибирской купеческой семьи.
Первые естественнонаучные издания, финансируемые братьями, вышли в 1891 году («Злаки Средней России» П. Ф. Маевского), а первые опубликованные ими труды с использованием бренда «Издательство М. и С. Сабашниковых» стали выходить с 1897 года — 2-е издание «Осенней флоры Средней России» П. Ф. Маевского (1897) и перевод «Краткого учебника неорганической и физической химии» В. Рамсея (1898). Главная контора издательства располагалась в том месте, где сейчас находится театр Вахтангова (Арбат, дом 26).
Издательство продолжило работу и после ранней смерти в 1909 году младшего из братьев — Сергея; период 1910—1916 годов относится к самым продуктивным. В издательстве из книг, посвящённых популяризации дарвинизма и естественным наукам, были выпущены серия «Учебники по биологии» (1898—1919), труды авторитетных биологов и ряд определителей растений и животных. Из книг гуманитарного профиля печатались сочинения В. Г. Белинского, Н. П. Огарёва, П. Кальдерона, П. Б. Шелли. Особое место занимала уникальная серия «Памятники мировой культуры», в которой вышли «Баллады и послания» Овидия (перевод Ф. Ф. Зелинского), «Наедине с собой» Марка Аврелия (перевод С. И. Роговина), «История» Фукидида и др. В общей сложности в этой серии вышло 33 книги.
С издательством Сабашниковых сотрудничали крупнейшие русские и зарубежные ученые, писатели и поэты, деятели искусства. Среди них были К. А. Тимирязев, М. А. Мензбир, П. Б. Ганнушкин, А. Ф. Иоффе, Ф. Ф. Зелинский, А. Е. Ферсман, М. А. Цявловский, Л. М. Леонов, А. С. Голубкина, И. А. Бунин, В. Я. Брюсов, Вяч. И. Иванов, И. Ф. Анненский, М. А. Волошин, Т. Л. Щепкина-Куперник, экономист А. И. Чупров, историки В. Е. Якушкин и Д. М. Петрушевский. В художественном оформлении книг принимали участие такие художники-графики как В. А. Фаворский, Д. И. Митрохин, Л. А. Бруни, А. И. Кравченко. Переводы иностранных текстов для серий «Памятники мировой литературы», «Пушкинская библиотека», «Страны, века и народы» делали К. Бальмонт и М. Волошин.
В 1917 году издательство не было национализировано и продолжало выпускать научные и мемуарные книги до октября 1930 года, когда оно было преобразовано в «кооперативную артель» «Север» (работала до 1934 г.).
В советский период в издательстве печаталась «Ломоносовская библиотека», в которой за период с 1919 по 1923 год вышло 6 книг по биологии. Очень популярной была серия книг «Записи Прошлого», в которой вышли «Рассказы о Пушкине, записанные со слов друзей» П. И. Бартенева (1925), «Дневники» В. Я. Брюсова (1927) и др.
Все издания Сабашниковых отличались высокой полиграфической и филологической культурой. За всё время существования издательства было выпущено более 600 книг.
В 1993 в Москве внуком М. В. Сабашникова, Сергеем Михайловичем Артюховым, основано «Издательство имени Сабашниковых», выпустившее в том числе и репринты многих сабашниковских книг.

## Книги издательства Сабашниковых
- «Жизнь растения» (Тимирязев)
- «Лекции по эволюционной теории» (Вейсман)
- историко-литературная серия «Памятники мировой литературы»
- «Пушкинская библиотека»
- «Ломоносовская библиотека»
- По Москве. Прогулки по Москве и её художественным и просветительным учреждениям / под ред. Н. А. Гейнике, Н. С. Елагина, Е. А. Ефимовой, И. И. Шитца. — М.: М. и С. Сабашниковы, 1917. — XII, 672 с.
- Гершензон М. О. Грибоедовская Москва. Москва, Изд. М. и С. Сабашниковых, 1914. — 124 c.